# Zdena Hadrbolcová
Zdena Hadrbolcová (* 13. Juli 1937 in Prag; † 20. November 2023 ebenda) war eine tschechoslowakische bzw. tschechische Schauspielerin.

## Leben
Hadrbolcová erlangte einen Abschluss an der Akademie der Darstellenden Künste in Prag und wirkte anschließend vor allem an Theaterproduktionen mit, unter anderem am  Theater Unter den Palmen. International bekannt wurde sie durch Rollen in den TV-Serien Der fliegende Ferdinand und Der Zauberrabe Rumburak. Ihr Schaffen für Film und Fernsehen umfasst mehr als 130 Produktionen. Ab 2004 spielte sie in Prag im Theater Divadlo Na zábradlí.
Sie starb am 20. November 2023 im Alter von 86 Jahren in Prag.

## Filmografie (Auswahl)
- 1961: Schwarzer Sonnabend (Cerná sobota)
- 1968: Weihnachten mit Elisabeth (Vanoce s Alzbetou)
- 1971: Frauen im Abseits (Zeny v ofsajdu)
- 1971: Und wieder spring’ ich über Pfützen (Uz zase skácu pres kaluze)
- 1972: Geschichten um Schneewittchen (O Snehurce)
- 1972: Goldene Hochzeit (Zlatá svatba)
- 1972: Wege der Männer (Cesty muzu)
- 1973: Die Kirmes ist da (Prijela k nám pout)
- 1974: Fernsehen in Bublice (Televize v Bublicích aneb Bublice v televizi)
- 1976: Anna, die Schwester Janas (Anna, sestra Jany)
- 1976: Die Herren Buben (Páni kluci)
- 1977: Eine Hauptrolle für Rosmaryna (Jak se tocí Rozmaryny)
- 1977: Paul und Pauline (Konecne si rozumíme)
- 1977–1978: Pan Tau (Fernsehserie, 7 Folgen)
- 1978: Hopp...! Und ein Menschenaffe ist da (Hop - a je tu lidoop)
- 1981: Das Rätsel der leeren Urne (Neco je ve vzduchu)
- 1981: Margeriten für die Schloßherrin (Kopretiny pro zámeckou paní)
- 1982: Das Schäfchenzählen (Pocítání ovecek)
- 1982: Ein schönes Wochenende (Zelená vlna)
- 1982: Wie die Welt um ihre Dichter kommt (Jak svet prichází o básníky)
- 1984: Das fremde Mädchen (Cizí holka)
- 1984: Das Wildschwein ist los (Slavnosti snezenek)
- 1984: Die Explosion erfolgt um fünf (Výbuch bude v pet)
- 1984: Ein Haus mit tausend Gesichtern (My vsichni skolou povinní) (Fernsehserie, 9 Folgen)
- 1984: Der fliegende Ferdinand (Létající Čestmír)
- 1984: Der Zauberrabe Rumburak (Rumburak)
- 1985: Warten auf die Silberglöckchen (Cekani na stribrne zvonky)
- 1986: Bin ich etwa Oskar? (Já nejsem já)
- 1986: Das Herz voller Hoffnungen (Do zubu a do srdícka)
- 1987: Arabesken (Arabesky)
- 1999: Die Rückkehr des Idioten (Návrat idiota)
- 2004: Modrý Mauritius (Fernsehfilm)
- 2004–2005: Redakce (Fernsehserie, 39 Folgen)
- 2005–2016: Ulice (Fernsehserie, 366 Folgen)
- 2010: Nespavost (Fernsehfilm)
- 2012: Probudím se vcera
- 2016: Wasteland: Verlorenes Land (Pustina, Fernsehserie, 4 Folgen)
- 2019: Pres prsty